# Hammonton
Hammonton és una població dels Estats Units a l'estat de Nova Jersey. Segons el cens del 2007 tenia 13.500 habitants.

## Demografia
Segons el cens del 2000, Hammonton tenia 12.604 habitants, 4.619 habitatges, i 3.270 famílies. La densitat de població era de 117,9 habitants/km².
Dels 4.619 habitatges en un 30,2% hi vivien nens de menys de 18 anys, en un 54,6% hi vivien parelles casades, en un 11,2% dones solteres, i en un 29,2% no eren unitats familiars. En el 23,9% dels habitatges hi vivien persones soles el 12,5% de les quals corresponia a persones de 65 anys o més que vivien soles. El nombre mitjà de persones vivint en cada habitatge era de 2,65 i el nombre mitjà de persones que vivien en cada família era de 3,14.
Per edats la població es repartia de la següent manera: un 22,8% tenia menys de 18 anys, un 7,9% entre 18 i 24, un 29,2% entre 25 i 44, un 22,1% de 45 a 60 i un 18% 65 anys o més.
L'edat mediana era de 39 anys. Per cada 100 dones de 18 o més anys hi havia 92,7 homes.
La renda mediana per habitatge era de 43.137 $ i la renda mediana per família de 52.205 $. Els homes tenien una renda mediana de 36.219 $ mentre que les dones 27.900 $. La renda per capita de la població era de 19.889 $. Aproximadament el 5,7% de les famílies i el 9,1% de la població estaven per davall del llindar de pobresa.

## Poblacions més properes
El següent diagrama mostra les poblacions més properes.